# Jordi Torras i Comamala
Jordi Torras i Comamala (Barcelona, 11 de juny de 1922 - 12 de gener de 1999) va ser un actor, crític i historiador cinematogràfic català.
Es llicencià en farmàcia però es formà com a actor a l'Agrupació Dramàtica de Barcelona. Participà en el teatre professional com a component de diverses companyies, entre les quals el Teatre Lliure, el Talleret de Salt i el Teatre Nacional de Catalunya.
Ha fet de crític cinematogràfic a Ràdio Nacional d'Espanya a Catalunya, en un programa que dirigia Joaquín Soler Serrano, on el 1956 fundà, amb Esteve Bassols Montserrat, els premis Sant Jordi de cinematografia. Va fer d'actor de cinema, va promoure sessions de cinefòrum i publicà articles a La Vanguardia i estudis periodístics sobre cinematografia. També va fer teatre i sèries de televisió a TVE-Catalunya i a TVC com Laberint d'ombres (1998). El 1989 fou guardonat amb el premi extraordinari de cinematografia de la Generalitat, i el 1995 va rebre la Creu de Sant Jordi.

## Filmografia
- Bilbao (1978) de Bigas Luna
- Companys, procés a Catalunya (1979) de Josep Maria Forn i Costa, en el paper del fiscal Enrique de Querol Duran
- L'home de neó (1988) d'Albert Abril
- La febre d'or (1992) de Gonzalo Herralde
- El pájaro de la felicidad (1993) de Pilar Miró

## Llibres
- Viajes sentimentales por los cines de Barcelona (1965)
- Història dels cinemes de Gràcia (1999)
- Somnis de reestrena (1999)